# Rampeau

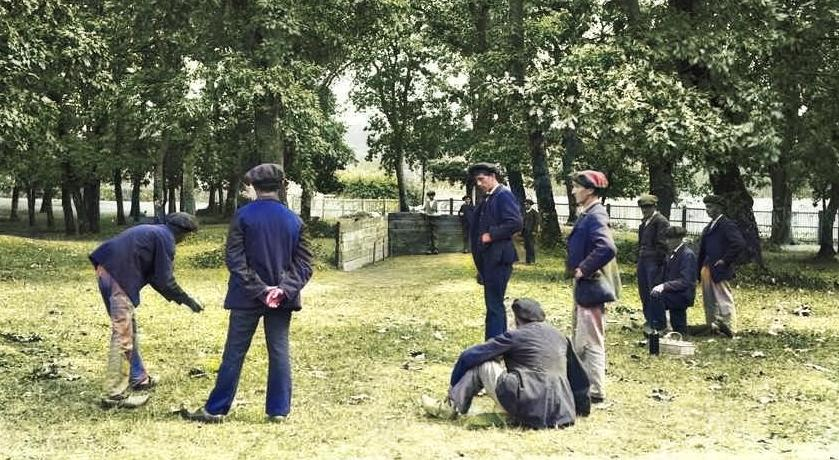
Hommes jouant au rampeau, photo colorisée de Félix Arnaudin, dimanche 24 août 1890

Le rampeau (lo rampèu en gascon) est un jeu de quilles traditionnel du sud-ouest de la France.

## Présentation
Les quilles sont la principale activité ludique en Gascogne avant la diffusion du sport à l’orée du XXe siècle, notamment le rugby, le cyclisme et le basketball. Il existe toutefois des variantes locales :
- quilles de trois : 
  - jeu d'aiguille en Lot-et-Garonne
  - rampeau dans les Landes et dans le Périgord
- quilles de six ou quilles de huit en Aveyron
- quilles de neuf en Béarn et en Bigorre

La quille la plus petite est la landaise, et la plus grande, la béarnaise.

### Historique
L'origine du rampeau n'est pas attestée. Des citations permettent seulement de savoir qu'il existait au milieu du XVIIIe siècle. En particulier, Monseigneur de Serret de Gaujac, évêque d'Aire, écrit le 27 mai 1756 dans son Verbat des visites :
« (...) le maître d'école d'Audignon est violent, pas assidu à ses cours alors qu'il n'hésite point à jouer au jeu public du rampeau ».
Le jeu est par le passé essentiellement pratiqué à l'occasion de concours populaires de villages, de quartiers, ou lors d'assemblades. Il oppose les habitants d'un même village ou des rivaux provenant de villages voisins. Le terrain est délimité et revêtu selon les cas de terre battue, parfois de terre glaise recouverte de sable ou de copeaux. La piste, dite « plantier », est fréquemment bordée de planches pour contenir la course de la boule, et mesure 3 à 4 mètres de large, pour 20 mètres de long. Pour gagner, il faut renverser les quilles d'un seul coup, et laisser l'une d'entre elles debout. Les quilles sont généralement taillées dans du bois d'aulne et mesuraient 60 cm de haut. Les boules font une dizaine de centimètres de diamètre.
Le rampeau est pratiqué aussi bien par les adultes que les enfants. Jeu populaire initialement, il se répand dans toutes les classes de la société. Parfois générateur d'incidents, de brutalités, voire de troubles à l'ordre public, il suscite des réglementations draconiennes, allant jusqu'à son interdiction.

### Règles du jeu
Le rampeau se joue avec une boule et trois quilles. L'objectif est de faire tomber toutes les quilles. Pour cela, le lanceur a un lancer sur chacun des trois pites. La boule doit obligatoirement tomber après la barre. Les quilles sont relevées après chaque lancer. La quille la plus proche vaut trois points, celle du milieu, deux points et la plus éloignée, un point. Le score maximum sur les trois lancers est donc de 18 points.

## Galerie

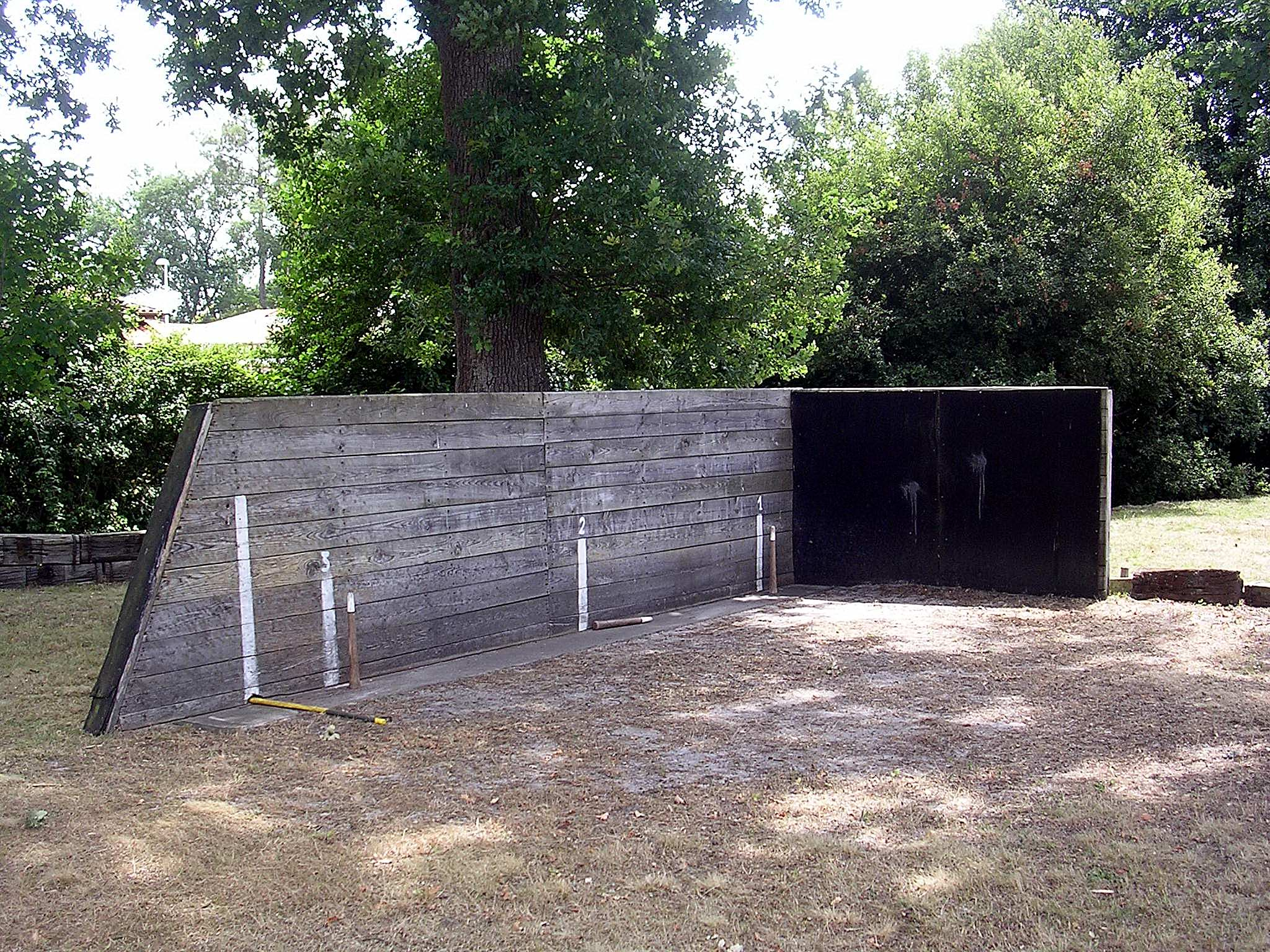
Piste de rampeau de Mimizan-Bourg
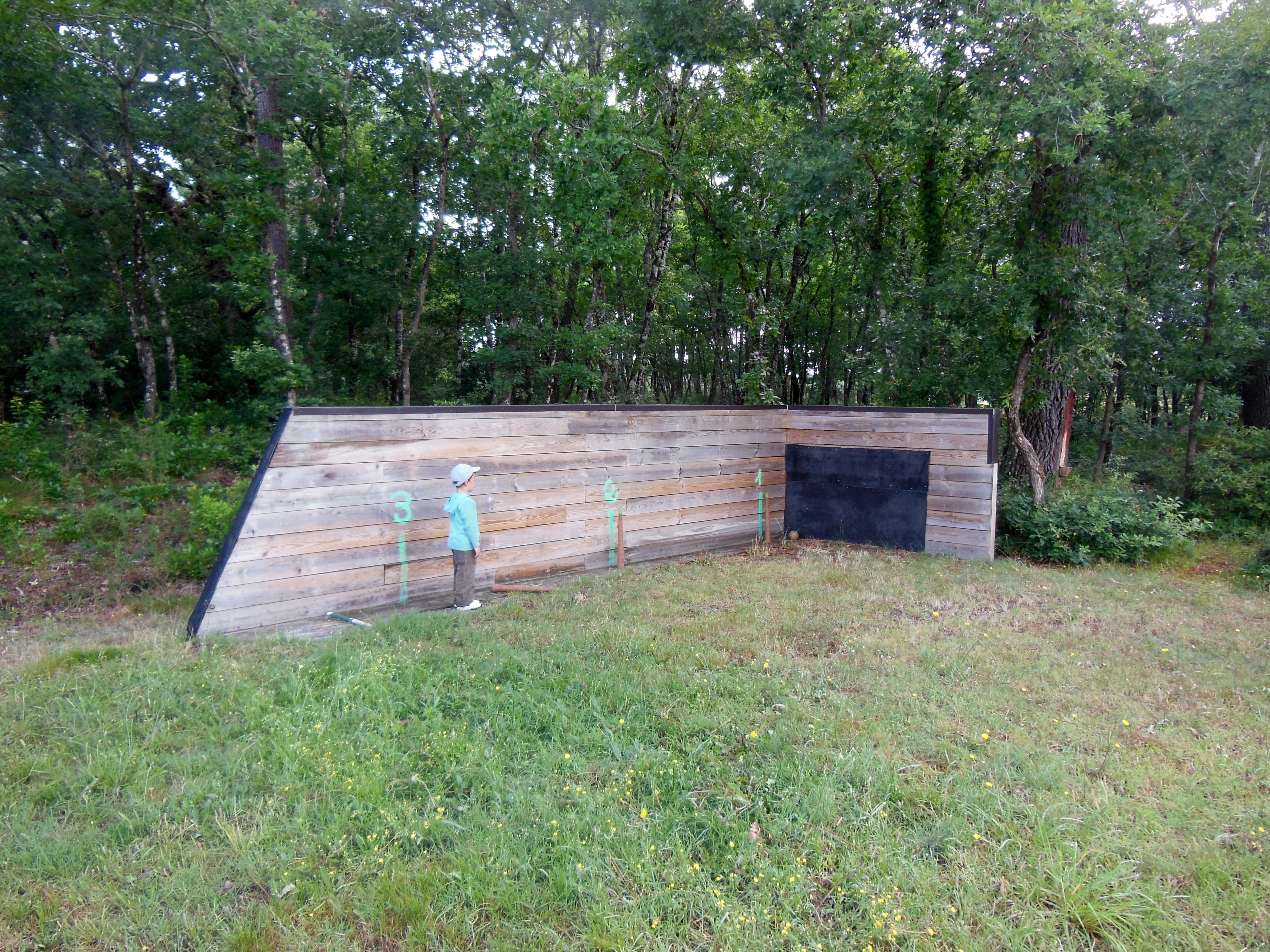
Piste de rampeau de Bouricos

## Citation
Félix Arnaudin, photographe et folkloriste de la Haute Lande, donne sa description du rampeau dans les termes suivants :
« Rampelayre, du verbe rampela, lui-même tiré de rampèou, qui est le français rampeau gasconisé avec une déviation de sens. On appelle rampèou le jeu de quilles très populaire dans une grande partie des Landes, et aussi par extension, le butoir où le jeu se joue. Il y a soixante ans (vers 1850-1860), la confection d'un rampeau ne comportait ni grands frais ni grands soins : trois vieux pins, quatre au besoin, on n'y regardait pas de près alors, pris parmi les plus gros et les plus droits de la sègue voisine, équarris tant bien que mal à la hache, puis sciés à la longueur des deux faces et simplement posés l'un sur l'autre, faisaient toute l'affaire ; il y en avait pour longtemps, l'ensemble se maintient solidement assujetti par son propre poids. On joue surtout au rampeau par les après-midi des dimanches d'été (il chôme en général pendant la saison froide), les parties toujours bruyamment disputées se prolongeaient souvent jusqu'à ce que l'obscurité vienne les interrompre : encore arrive-t-il qu'elles se poursuivent dans la nuit à la lueur d'un fragment de pin ou d'une chandelle de résine. Il n'était pas rare autrefois, dit-on, de voir d'enragés joueurs s'y acharner, l'excitation du vin aidant (c'est du vin que l'on jouait toujours), deux, trois, quatre jours durant, sinon même de pinte en pinte et de revanche en revanche, la semaine tout du long ».

## En Lorraine
Le mot est aussi utilisé dans le jeu de quilles en Lorraine. Le jeu comporte souvent neuf quilles et chaque joueur a droit à deux lancers. Le gagnant est celui qui abat le plus de quilles. En cas d’égalité entre deux joueurs à la fin de la partie, on dit « rampeau », on recharge la caisse en monnaie et on commence une nouvelle partie. Pour les lorrains, le mot s’écrirait plutôt rampot , dans le sens de remettre au pot. Le jeune garçon qui remet les quilles debout s’appelle le requilleur.